# Mallota hysopia
Mallota hysopia är en tvåvingeart som beskrevs av John Richard Vockeroth 1965. Mallota hysopia ingår i släktet hålblomflugor, och familjen blomflugor.
Artens utbredningsområde är Taiwan. Inga underarter finns listade i Catalogue of Life.